# سولوفيلد (باركشير)
سولوفيلد (بالإنجليزية: Swallowfield)‏ هي قرية و أبرشية مدنية تقع في المملكة المتحدة في إنجلترا. يقدر عدد سكانها بـ 1,961 نسمة .